# Instituto de urbanismo de Lyon
El instituto de urbanismo de Lyon es un centro de enseñanza universitaria emplazado en los edificios del centro histórico Berthelot, en Lyon. Forma parte del departamento de geografía, de arte, de historia del arte y de turismo de la Universidad de Lyon.

## Aspectos académicos
El título que obtiene es el de Licenciado en urbanismo, y luego puede doctorarse. Se les enseña a sus estudiantes todo sobre el diseño urbano, pero también sobre geografía, arte, historia o economía.